# 杨士勤
杨士勤（1939年—），男，上海人，中国材料工程专家，曾任哈尔滨工业大学校长，第九届全国人大代表。

## 争议
1995年4月和教授吴林一同为水变油事件中的王洪成组织实验进行测试，“证实”了王洪成“水变油”的真实性并出具报告。